# Jasan u kostela sv. Petra v Dubči
Jasan u kostela sv. Petra v Dubči je památný strom. Jde o jasan ztepilý (Fraxinus excelsior) rostoucí na Lipovém náměstí v Dubči na jihovýchodě hlavního města Prahy. před branou kostela svatého Petra. Strom dosahuje výšky 28 metrů, obvod kmene byl při posledním měření 371 centimetrů. Památným stromem byl vyhlášen 28. prosince 1999.
Vysazení stromu souvisí s rekonstrukcí kostela v letech 1867–1868. Při této příležitosti byly před kostelem vysazeny dva jasany. Jeden z nich stojí do dnešních dnů, druhý však byl poražen v roce 1945. Jeho kmen pak posloužil při stavbě barikády proti německému vojsku. Dochovaný strom byl v minulosti laicky ošetřován. Jeho spodní větve byly neopatrně odstraněny až na kmen. Tento zásah způsobil zvednutí těžiště koruny a nekontrolovatelnou tvorbu korunových výmladků.

## Důvod ochrany
Strom je chráněn pro svůj vzrůst, jako krajinná dominanta a součást kulturního dědictví.

## Turismus
Poblíž jasanu vede turistická značená trasa  1003 z Uhříněvsi přes Dubeč a Běchovice do Klánovic.